# LiZZ RYZ
LiZZ RYZ（リズリズ）は、音楽プロデューサーが中心となって結成された日本のユニットである。

## 概要
固定メンバーを決めておらず作品ごとにメンバーが異なる。プロダクションのSeven Colors Inc.に所属。J-POPを基盤にジャズやボサノバのエッセンスを取り入れたオーガニックな楽曲が特徴。楽曲はオリジナル曲が中心であるが、カバー曲も展開する。

## メンバー
- 亜沙美 - ボーカル

## ディスコグラフィー
- First Session（2011年6月29日）レーベル：RAINBOW Records（Seven Colors Inc.）

1. 空のカーニバル
作詞：川端崇文 作曲・編曲：桜井翔太
2. 自転車にのって
作詞：川端崇文 作曲・編曲：桜井翔太
3. Masquerade
作詞：川端崇文 作曲：桜井翔太 編曲：junn
4. 愛しくてしかたがないんだ
作詞・作曲・編曲：桜井翔太
5. やさしさに包まれたなら（荒井由実カバー）
作詞・作曲：荒井由実 編曲：斎藤一郎
6. さよならありがとう
作詞：川端崇文 作曲・編曲：桜井翔太
7. Twinkle Star
作詞・作曲：川端崇文 編曲：斎藤一郎

- Sweet Heart（2013年2月27日）レーベル：RAINBOW Records（Seven Colors Inc.）

1. Carnival（The Cardigansカバー）
作詞・作曲：Nina Person/Magnus Sveningsson/Peter Svensson 編曲：桜井翔太
2. Girls Talk
作詞：亜沙美 作曲：桜井翔太 編曲：桜井翔太
3. Don't Knock Me
作詞：reinachan 作曲：曽谷晃平 編曲：曽谷晃平
4. FRIDAY NIGHT
作詞：川端崇文 作曲：桜井翔太 編曲：斎藤一郎
5. 白い恋人達（桑田佳祐カバー）
作詞・作曲：桑田佳祐 編曲：斎藤一郎
6. 空のカーニバル（Piano & Guitar Acoustic Demo Ver.）
作詞：川端崇文 作曲・編曲：桜井翔太